# Kekpoti
Kekpoti (ou Kipoti) est un village du Cameroun situé dans le département du Manyu et la Région du Sud-Ouest. Il fait partie de l'arrondissement d'Upper Bayang.

## Population
En 1953, la localité comptait 108 habitants, puis 80 en 1967, principalement des Banyang.
Lors du recensement de 2005, on y a dénombré 274 personnes.
C'est l'une des rares localités où on parle le kendem, une langue bantoïde méridionale en voie de disparition.